# 吉祥庵社区
吉祥庵社区（きちしょうあんしゃく）は、南京市棲霞区燕子磯街道の社区。

## 歴史
2001年11月が発足。

## 交通
- 地下鉄の駅：■南京地下鉄1号線吉祥庵駅
- バス：

## 施設
- 吉祥庵：